# Zylinderschach

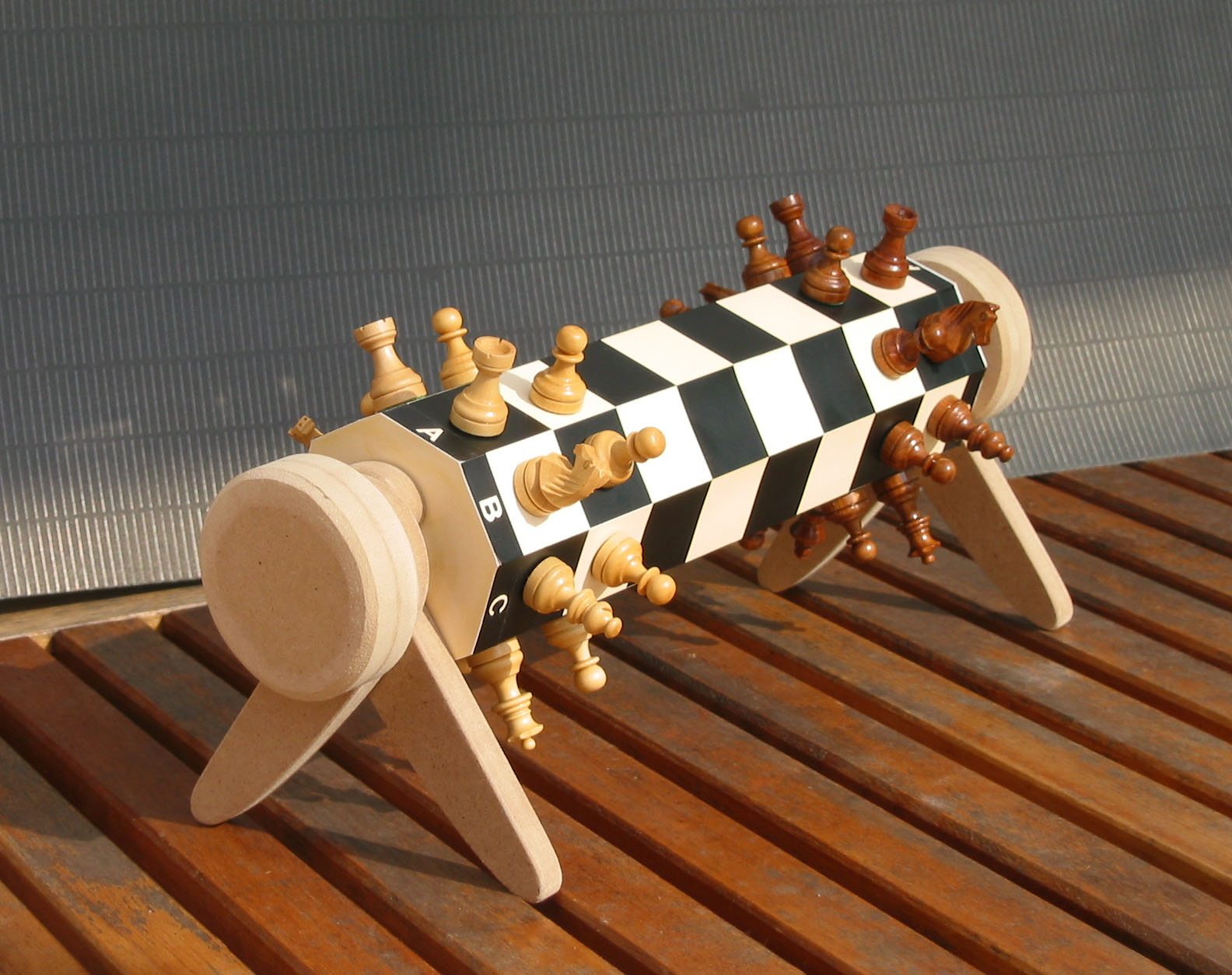
Zylinderschachbrett

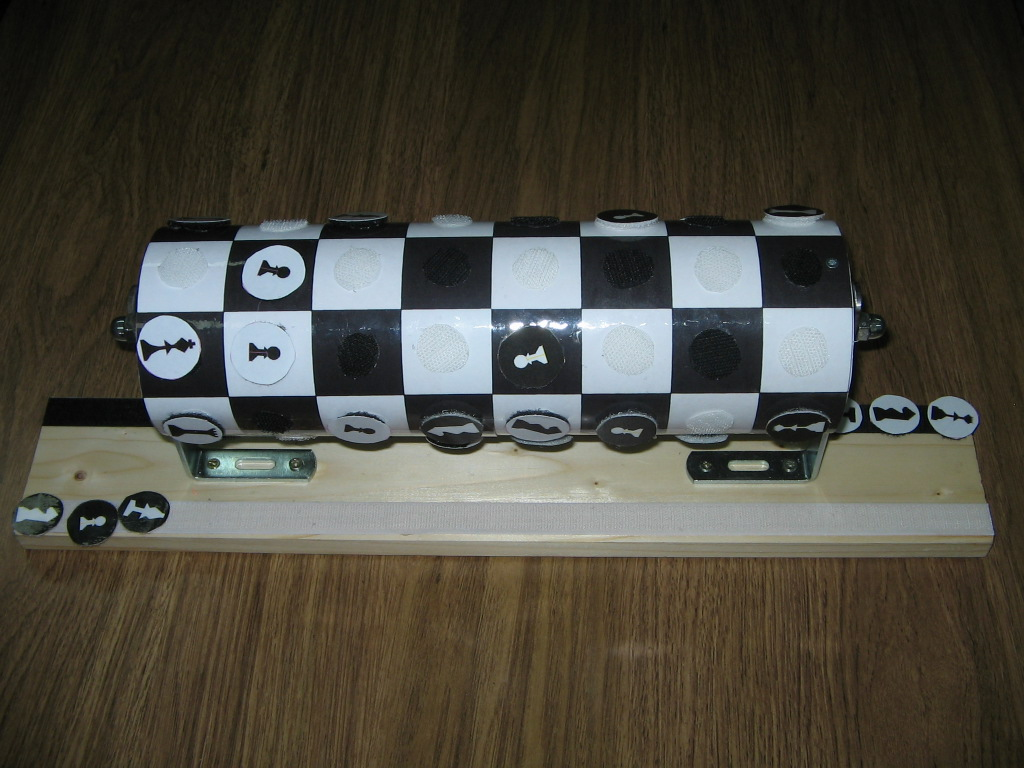
Zylinderschachbrett

Zylinderschach ist eine Schachvariante des klassischen Schachs auf 8 mal 8 Feldern, mit identischen Regeln, nur mit dem entscheidenden Unterschied, dass die a- und die h-Linie miteinander verbunden sind. Man stelle sich das Schachbrett zu einem Zylinder gerollt vor, so dass die linke und die rechte Seite zusammenstoßen. Ein Springer kann also zum Beispiel von h2 nach b3 springen.

## Beispiel
Die folgende Schachkomposition illustriert Zugmöglichkeiten auf einem Zylinderschachbrett:
|   | a | b | c | d | e | f | g | h |   |
| 8 |   |   |   |   |   |   |   |   | 8 |
| 7 |   |   |   |   |   |   |   |   | 7 |
| 6 |   |   |   |   |   |   |   |   | 6 |
| 5 |   |   |   |   |   |   |   |   | 5 |
| 4 |   |   |   |   |   |   |   |   | 4 |
| 3 |   |   |   |   |   |   |   |   | 3 |
| 2 |   |   |   |   |   |   |   |   | 2 |
| 1 |   |   |   |   |   |   |   |   | 1 |
|   | a | b | c | d | e | f | g | h |   |

Auf dem normalen Schachbrett setzt Weiß hier ganz einfach mit 1. Ta5xa6 Kb1–c1 2. Ta6–a1 matt. Doch auf dem Zylinderschachbrett geht dies nicht, denn der Bauer ist gedeckt: Schwarz würde 1. … h7xa6! spielen. Richtig ist 1. Ta5–a5! – Weiß macht eine Rundreise und landet wieder am Ausgangspunkt. Nun muss Schwarz 1. … Kb1–c1 ziehen und wird mit 2. Ta5–a1 mattgesetzt.

## Rochade
Im Zylinderschach gibt es für die Rochade zwei mögliche Variationen:
- Nach den klassischen Schachregeln wird bei der Rochade der König zwei Felder in Richtung des Turmes gezogen. Da sich auf dem Zylinderbrett der König jedem der beiden Türme in beide Richtungen nähern kann, ist auch eine Rochade mit jedem Turm in jede Richtung möglich. Somit kann etwa der weiße König mit dem Ta1 auch so rochieren, dass beide wie nach der kurzen Rochade stehen.
- Da es im Zylinderschach kein Zentrum und keinen Rand gibt, steht der König grundsätzlich auf allen Linien gleich sicher; und die Türme sind von Haus aus verbunden. Die Rochade hat somit ihren Sinn verloren, und es wird ohne sie gespielt.

## Bewertung der Figuren
Im Vergleich zum normalen Schach sind die diagonal ziehenden Figuren Dame und Läufer klar aufgewertet. Sie können nämlich über die Ränder hinaus weit ziehen und eventuell mehr gegnerische Punkte gleichzeitig angreifen als es im normalen Schach möglich wäre. Der Turm verliert in Relation stark an Bedeutung, vor allem, weil mangels Ecken auf dem Schachbrett König und Turm kein Matt mehr erzwingen können.

## Varianten
- Manchmal werden Züge „auf dem Platz“ wie im oberen Diagramm explizit verboten.
- Wenn man sich beim „Anschluss“ außerdem noch eine Verdrillung des Bretts hinzudenkt, spricht man von Möbiusschach.

## Konsequenzen für schachmathematische Aufgaben
Für das Springerproblem gibt es in Zylinderschach eine viel größere Zahl von Lösungen als auf dem normalen Schachbrett. Hingegen existiert für das Damenproblem keine einzige Lösung mehr. 

## Historisches
Zylinderschach ist schon sehr alt und wurde bereits vom arabischen Historiker Alī Al-Masudi im 10. Jahrhundert beschrieben.